# ATV Valdivia
ATV (acrónimo de Audio y Televisión Valdivia) es un canal de televisión por suscripción chileno con sede en la ciudad de Valdivia. Fue lanzado en 1994 y es exclusivo de la cableoperadora VTR.

## Historia
El 13 de diciembre de 1993, el canal RTU de la Universidad de Chile fue privatizada y renombrada como Chilevisión por sus nuevos dueños. Dos meses después, Luis Alberto Espinoza Roa, un extrabajador de RTU que fue animador de programas y productor para el canal, se reunió con la gerente de la empresa de cable CVX, Bárbara Klett. En esa reunión, ambos acordaron la creación de un canal por cable en marzo de 1994, situado en el canal 28 de VTR. 
Se habilitó el primer set de televisión, en el cual se grabaron y editaron los dos primeros programas con que se empezó el proyecto: Control Remoto, un espacio juvenil con videos musicales del momento, además de micro espacios de entrevistas y notas de jóvenes, y CVX Deportes, que incluía transmisiones de básquetbol Dimayor y fútbol de la tercera división.
De esta forma, el 14 de marzo de 1994, el canal fue lanzado oficialmente a las 18:00 horas. Posteriormente se agregaría el matinal Hola Valdivia a la programación.
En 1996, el canal adquirió equipos de edición de vídeo Súper VHS. La productora funcionó en un pequeño estudio ubicado en calle Caupolicán 211, en la ciudad de Valdivia, lugar desde donde se transmitía en directo la programación diaria hasta la central de teledifusión de Metrópolis, en la avenida Ramón Picarte. Para ese entonces, ATV Valdivia fue movido al canal 24
En el 2000, el canal comenzó a grabar con cámaras Digital 8 y Mini DV caseras. Cuatro años más tarde, en 2004, empiezan a emplear grabación usando discos DVD.